# Anilocra capensis
Anilocra capensis es una especie de crustáceo isópodo marino de la familia Cymothoidae.

## Distribución geográfica
Es un parásito de peces marinos del océano Atlántico oriental, desde las costas de Portugal hasta las de Sudáfrica.